# Goddess of Mercy
Goddess of Mercy (Yu guanyin) est un film hongkongais réalisé par Ann Hui, sorti en 2003.

## Synopsis
Yang Rui fait la cour à An Xin, une jeune femme mystérieuse. Après la disparition de celle-ci, il apprend le passé tourmenté de An Xin : la mort de son mari Tienjun, sa liaison avec Maojie ...

## Fiche technique
- Titre : Goddess of Mercy
- Titre original : Yu guanyin
- Réalisation : Ann Hui
- Scénario : Ivy Ho
- Pays d'origine : Hong Kong
- Format : Couleurs - Dolby Digital - 35 mm
- Genre : Action, drame
- Durée : 110 minutes
- Date de sortie : 2003

## Distribution
- Zhao Wei : An Xin
- Nicholas Tse : Maojie
- Liu Yunlong : Yang Rui
- Chen Jianbin : Tienjun
- Sun Haiying : M. Pan
- Chen Abao : mère de Tiejun
- Dong Yangyang : Xiao Xiong (enfant)
- Fu Qiang : père de Mao
- Gao Zhilan : mère de Mao
- Hong Jiantao : Liu Minghao
- Liu Guanghou : Lao Qian
- Lun Zhu : Xiao Kang
- Li Niu : Zhong Ning
- Gejie Renboqie
- Su Jiatong : Xiao Xiong
- Tang Jinglin : Mao Fang